# Zbigniew Bednarowicz

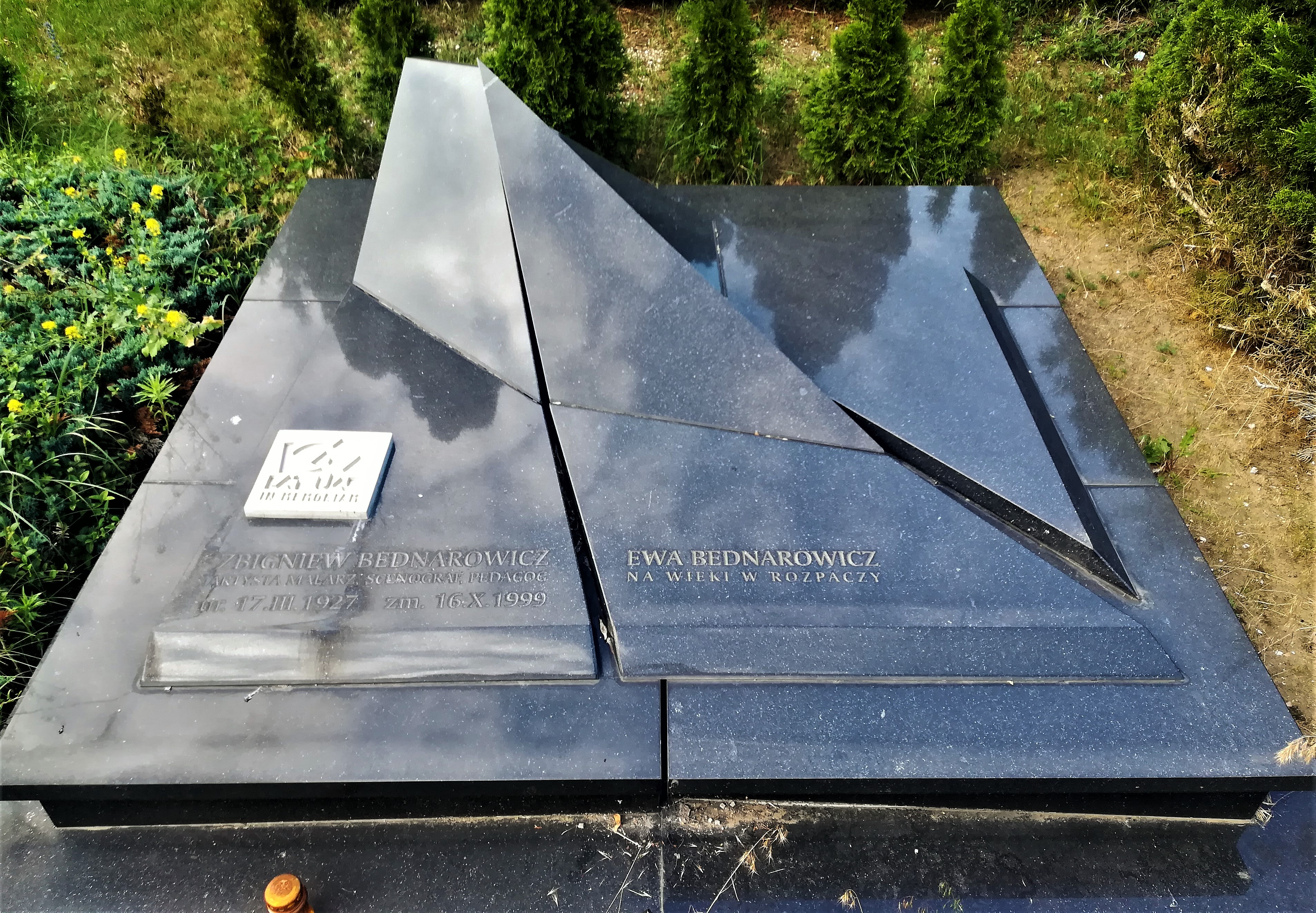
Grób na cmentarzu junikowskim

Zbigniew Bednarowicz (ur. 17 marca 1927 w Poznaniu, zm. 16 października 1999 tamże) – polski artysta plastyk, malarz architektoniczny, ceramik, witrażysta i autor scenografii teatralnych.

## Życiorys
Był absolwentem Liceum Sztuk Plastycznych w Poznaniu i Państwowej Wyższej Szkoły Sztuk Plastycznych w Poznaniu, gdzie w 1951 uzyskał dyplom w zakresie malarstwa. W latach 1965–1995 prowadził na macierzystej uczelni Pracownię Malarstwa w Architekturze i Urbanistyce. Koordynował realizację polichromii na kamieniczkach Starego Rynku w Poznaniu (w 1955 wygrał Ogólnopolski Konkurs Zamknięty na Polichromię Poznańskiego Starego Rynku). Był współautorem fresków na ratuszu poznańskim (z Drogomirą Krajewską). Zaprojektował i zrealizował (z Włodzimierzem Dudkowiakiem) mozaiki na starym budynku Muzeum Narodowego w Poznaniu (projekt 1970, wykonanie 1974), zawierające nazwiska wybitnych polskich malarzy, jak również zrekonstruował polichromię od strony ul. Ludgardy. Osobiście wykonał większość sgraffit na domkach budniczych. Współpracował z teatrami w: Zielonej Górze, Kaliszu i Poznaniu. Był autorem dekoracji do sztuk m.in. Jerzego Zegalskiego i Izabeli Cywińskiej. W latach 1973–1984 radny Wojewódzkiej Rady Narodowej w Poznaniu. W czerwcu 1988 został powołany w skład Rady Ochrony Pamięci Walk i Męczeństwa (do 1990).
Został pochowany na Cmentarzu Junikowo w Poznaniu.

## Scenografia
- Zwykła sprawa (1951)[8]
- Osiem lalek i jeden miś  (1951)[9]
- Mizantrop[10]
- Dziecinni kochankowie (teatr telewizji)[11]

## Odznaczenia i nagrody[12]
- Krzyż Oficerski Orderu Odrodzenia Polski
- Krzyż Kawalerski Orderu Odrodzenia Polski
- Złoty Krzyż Zasługi
- Medal 30-lecia Polski Ludowej
- Medal 40-lecia Polski Ludowej
- Odznaka Zasłużony Działacz Kultury
- Nagroda miasta Poznania i Województwa Poznańskiego (1966, 1974)
- Nagroda resortowa I stopnia (1985)